# Draba involucrata
Draba involucrata là một loài thực vật có hoa trong họ Cải. Loài này được (W.W.Sm.) W.W.Sm. mô tả khoa học đầu tiên năm 1920.